# Анансі
Ана́нсі (англ. Anansi, Annancy, з мови ашанті) — персонаж міфології і фольклору низки народів Західної Африки — народів акан, перш за все — ашанті, а також фольклорної традиції народів-нащадків африканців на Антильських островах.

## Образ Анансі у міфології та фольклорі африканських народів
У міфології акан Анансі виступає як культурний герой (деміург). З ним пов'язують появу сонця, дощу, походження мудрості і казок. Подеколи Анансі виступає замінником бога неба Ньяме, у деяких міфах Анансі — син Бога неба. Нерідко Анансі виконує якісь завдання на вимогу Бога. Образ Анансі хоча і є зооморфним (павуча подоба), але часто він виступає як антропоморфний персонаж — діє як людина, розмовляє і чинить різні справи, має родину тощо.
Найповніше образ Анансі розкрився у фольклорі. Недарма існує прислів'я ашанті — «Немає казки без Анансі». Навколо образу Анансі групуються цілі цикли оповідок, в яких, крім нього діють також члени його родини — жінка (найчастіше має ім'я Асасе Йа) та сини, верховний бог Ньяме, різноманітні звірі, люди тощо.
Найчастіше Анансі — типовий трикстер, тобто хитрун, який перебуває поза лихим і добрим, здійснюючи свої підступи заради самої хитрості, але іноді і його буває ошукано кмітливішим суперником.
За формою та змістом історії про Анансі дуже різні — міфи, етіологічні тваринні і чарівні казки, притчі, жарти, дотепи і навіть побутові оповідки.

## Анансі на Антильських островах
Образ Анансі проник у Америку разом із численними вихідцями з Африки, яких завозили для підневільної праці.

Книга ямайських історій Анансі

Особливої популярності Анансі набув на островах Карибського регіону — Антилах, особливо на Ямайці, Гренаді, Гваделупі, Сент-Кітс і Невісі, Сент-Вінсенті та Гренадинах, нідерландських Антильських островах (Аруба та інші), а також у материкових районах компактного проживання неґритянського населення (Суринаму та навіть південні штати США).
На Ямайці Анансі є головним героєм казкового фольклору, і є, принаймні може бути введений, персонажем кожної казки. Найчастіше такі казки щедро пересипані пісенними вставками, які слухачі нерідко виконують разом з оповідачем.

## Варіації імені Анансі
Часто люди ашанті називають Анансі — Кваку Анансі (Kweku Anansi), тобто «павук Анансі».
Ім'я Анансі варіюється в Америці — від Анансі (Anancy) на Ямайці та Гренаді до Ненсі, Ененсі (Nansi, Nansy) на інших Антилах і до Банансі (B'anansi) у Суринамі.

## Образ Анансі у сучасній мас-культурі
Образ Анансі часто експлуатується в сучасні мас-культурі. Зокрема, ще Волт Дісней ввів Анансі у шерег своїх мультфільмів. Без Анансі не минають також різноманітні екранізації та програми телебачення, присвячені африканським казкам. А англійський рок-бенд Skunk Anansie навіть використав ім'я Анансі в назві свого гурту.
Окремо оповідки про Анансі ані російською, ні українською не виходили, проте за СРСР окремі історії Анансі публікувалися в російськомовних антологіях африканського фольклору.

## Виноски
1. ↑  Як Анансі заволодів усіма казками — казка ашанті на сайті казок народів світу
2. ↑  Анансі і дзбан мудрості — притча ашанті на сайті казок народів світу